# 口江乡
口江乡，是中华人民共和国贵州省黔东南苗族侗族自治州黎平县下辖的一个乡镇级行政单位。

## 行政区划
口江乡下辖以下地区：
口江村、岑仟村、摆东村、双溪村、几胖村、银朝村、朝坪村、兰扒村和德脑村。

## 中国传统村落
2013年8月，银朝村被评为第二批中国传统村落。